# Музей Володимира Короткевича
Музей Володимира Короткевича (біл. Музей Уладзіміра Караткевіча) — музей в Орші, присвячений життю і творчості Володимира Короткевича. Заснований за рішенням Оршанського виконавчого комітету від 20.04.1994 р. Відкритий 26 листопада 2000 р. у зв'язку з 70-річчям від дня народження білоруського письменника В. Короткевича. Філія Музейного комплексу історії та культури Оршанщини. Розташовується в будинку-пам'ятці архітектури кінця XIX - початку XX ст. по вулиці Леніна, 26.

## Структура та експозиція
Основний фонд музею (станом на 2008 рік) налічує близько 1000 експонатів, науково-допоміжний – 300. Загальна площа музею 360 м². Усі експонати розміщені у 2 залах (89 та 84 м²).
В основі виставки «Життя, творчість і літературна спадщина В. С. Короткевича» закладено тематико-хронологічний принцип, виокремлено тематичні розділи, в яких яскраво викладено творчу та особисту долю письменника, його громадянську позиції, найвизначніші події та особистості в літературному житті Оршанщини: С. Караткевича», «Дитинство В.С. Короткевича», «Юнацтво. Початок творчості», «В.С. Короткевич — учитель», «Портрет письменника і людини», «Літературна спадщина», «Короткевич у мистецтві», «Час Короткевича». Тут експонуються особисті речі, документи, фотографії, архівні матеріали, автобіографія В. Короткевича, оригінальні рукописи, дружні карикатури, малюнки письменника, книги з подарунковими підписами, висловлюваннями та листами сучасників.
При музеї працює науково-дослідний центр, який вивчає творчість В. Короткевича та інших письменників, а також відомих людей Оршанщини. У будівлі є виставкова галерея (площа 47 м²) для тимчасових виставок.